# Ocnaea loewi
Ocnaea loewi är en tvåvingeart som beskrevs av Cole 1919. Ocnaea loewi ingår i släktet Ocnaea och familjen kulflugor.
Artens utbredningsområde är Texas. Inga underarter finns listade i Catalogue of Life.